# پیرو دروگو
پیرو دروگو (ایتالیایی: Piero Drogo؛ زادهٔ ۸ اوت ۱۹۲۶ در وینیاله مونفراتو، آلساندریا، درگذشتهٔ ۲۸ آوریل ۱۹۷۳ در بولونیا) رانندهٔ مسابقات اتومبیل‌رانی فرمول یک اهل ایتالیا بود که در فصل ۱۹۶۰ در مجموع در یک گراند پری شرکت کرد، اما موفق به کسب هیچ امتیازی نشد.
دروگو در ۲۸ آوریل ۱۹۷۳ بر اثر تصادف رانندگی در بولونیا درگذشت.